# Servitrice
Servitrice è un termine usato per indicare un'assistente o una schiava di sesso femminile, al servizio di un padrone o più spesso di una padrona. Nel mondo romano, e per estensione nell'antichità classica, era chiamata ancella.
Tipicamente, regine e principesse dell'antichità avevano al loro servizio delle servitrici. Nelle saghe mitologiche, le divinità femminili avevano spesso delle servitrici al loro servizio, così come nella Bibbia, in cui sono citate le servitrici di personaggi quali Lia e Maria. La figura è presente anche in ambito fantastico, in diversi cicli e romanzi come Il Signore degli Anelli, Guerre stellari e Doctor Who. In tempi moderni, le servitrici si trovano nei riti associati con la religione Wicca.
Solitamente, una servitrice era una donna di nascita comune, che prendeva un nuovo nome quando entrava al servizio di una padrona. L'atteggiamento che ci si aspettava da essa era servile e sottomissivo.